# Les Hautes-Rivières
Les Hautes-Rivières (wallonisch: Les Rivires) ist eine französische Gemeinde mit 1.253 Einwohnern (Stand: 1. Januar 2022) im Département Ardennes in der Region Grand Est; sie gehört zum Arrondissement Charleville-Mézières und zum Kanton Bogny-sur-Meuse.

## Geographie

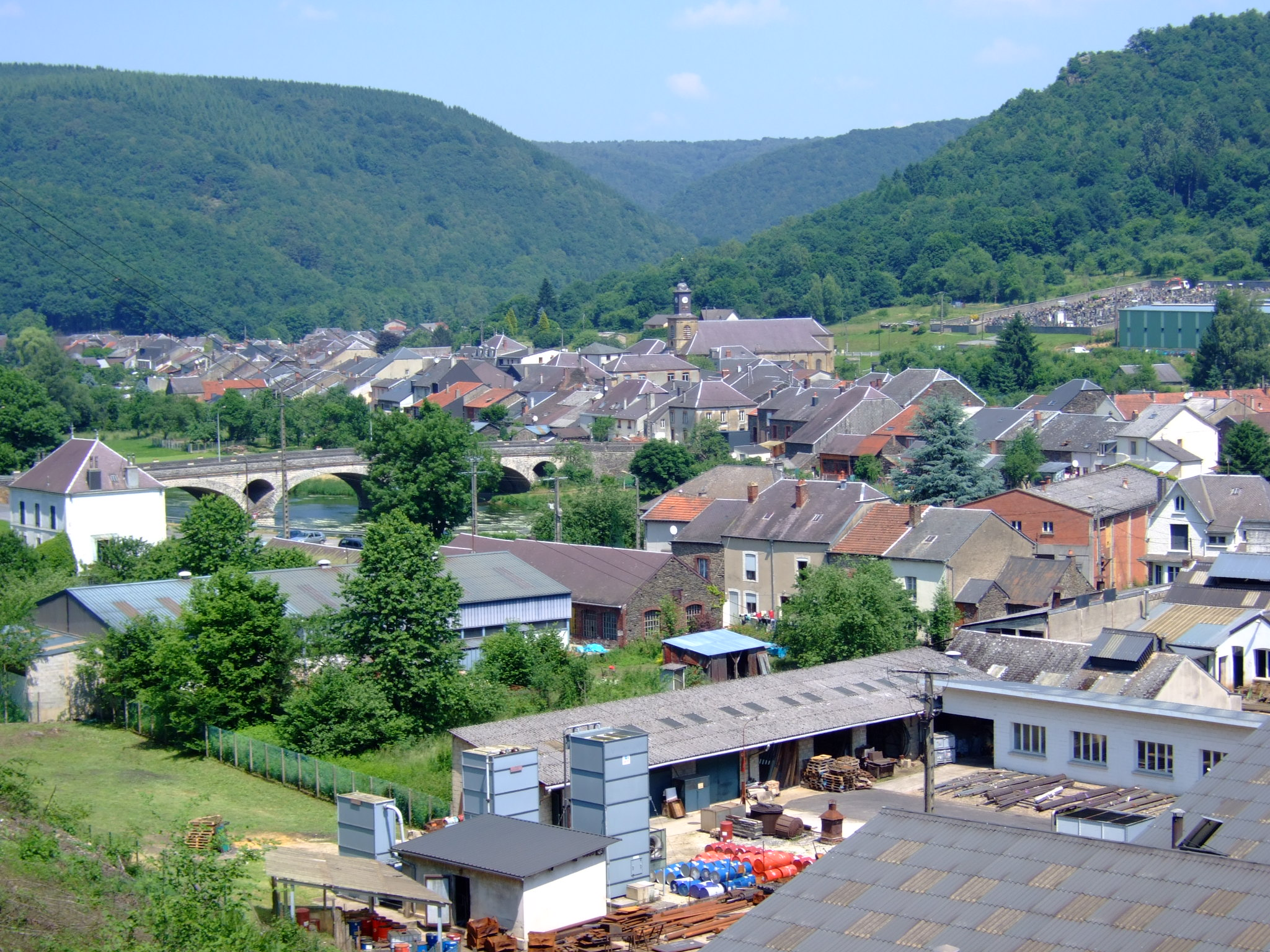
Blick auf Les Hautes-Rivières

Les Hautes-Rivières liegt an der Grenze zu Belgien am Semois in den Ardennen und im 2011 gegründeten Regionalen Naturpark Ardennen. Umgeben wird Les Hautes-Rivières von den Nachbargemeinden Gedinne (Belgien) im Norden und Nordosten, Vresse-sur-Semois (Belgien) im Osten, Gespunsart im Süden sowie Thilay im Westen.

## Geschichte
Vor dem Ersten Weltkrieg lautete der Name der Gemeinde Trigne.

### Bevölkerungsentwicklung
| Jahr                       | 1962 | 1968 | 1975 | 1982 | 1990 | 1999 | 2006 | 2019 |
| -------------------------- | ---- | ---- | ---- | ---- | ---- | ---- | ---- | ---- |
| Einwohner                  | 1990 | 2091 | 2320 | 2354 | 2077 | 1949 | 1781 | 1446 |
| Quellen: Cassini und INSEE |      |      |      |      |      |      |      |      |

## Sehenswürdigkeiten

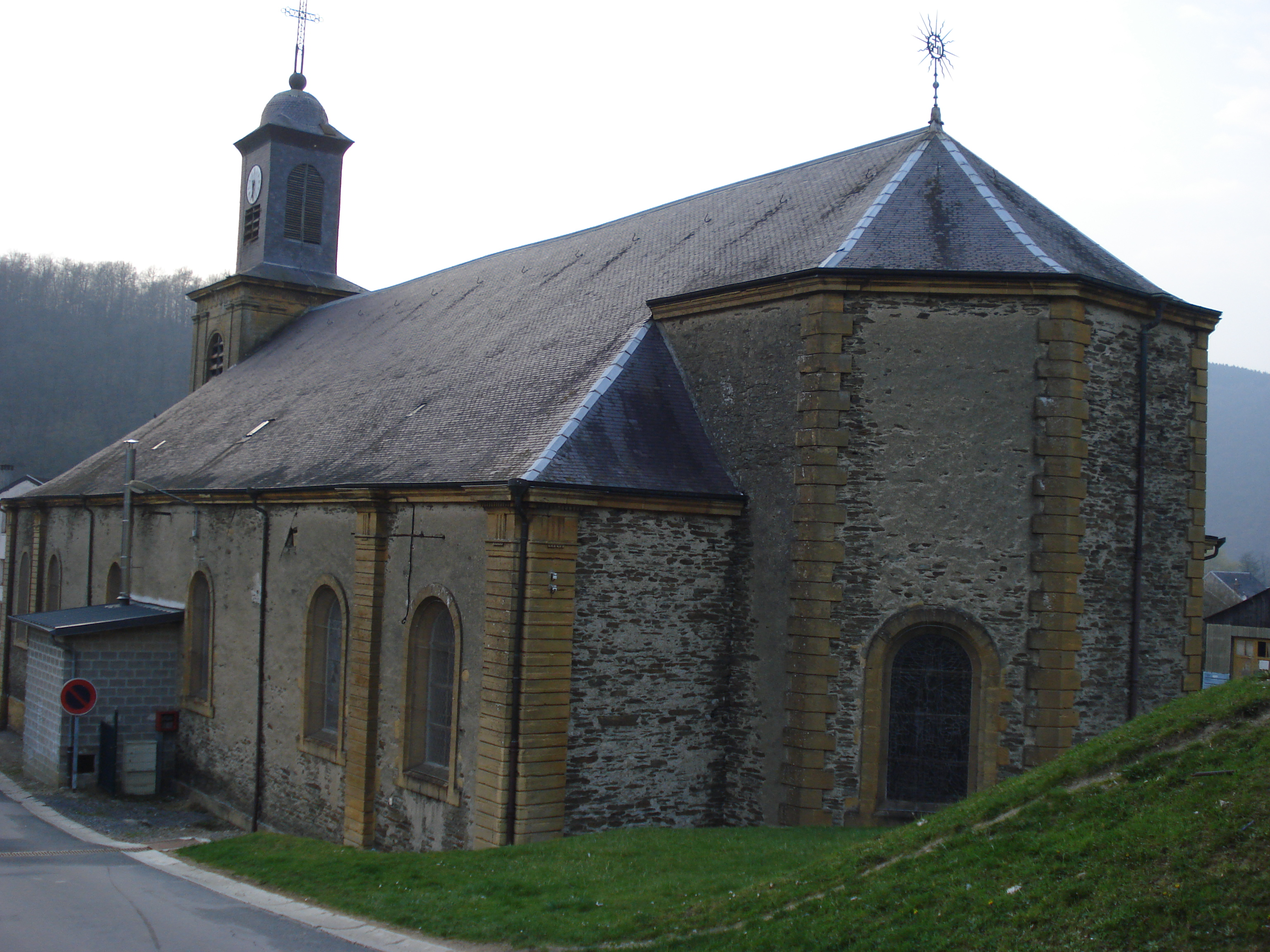
Kirche Saint-Jean-Baptiste
- Kapelle Notre-Dame-de-Liesse
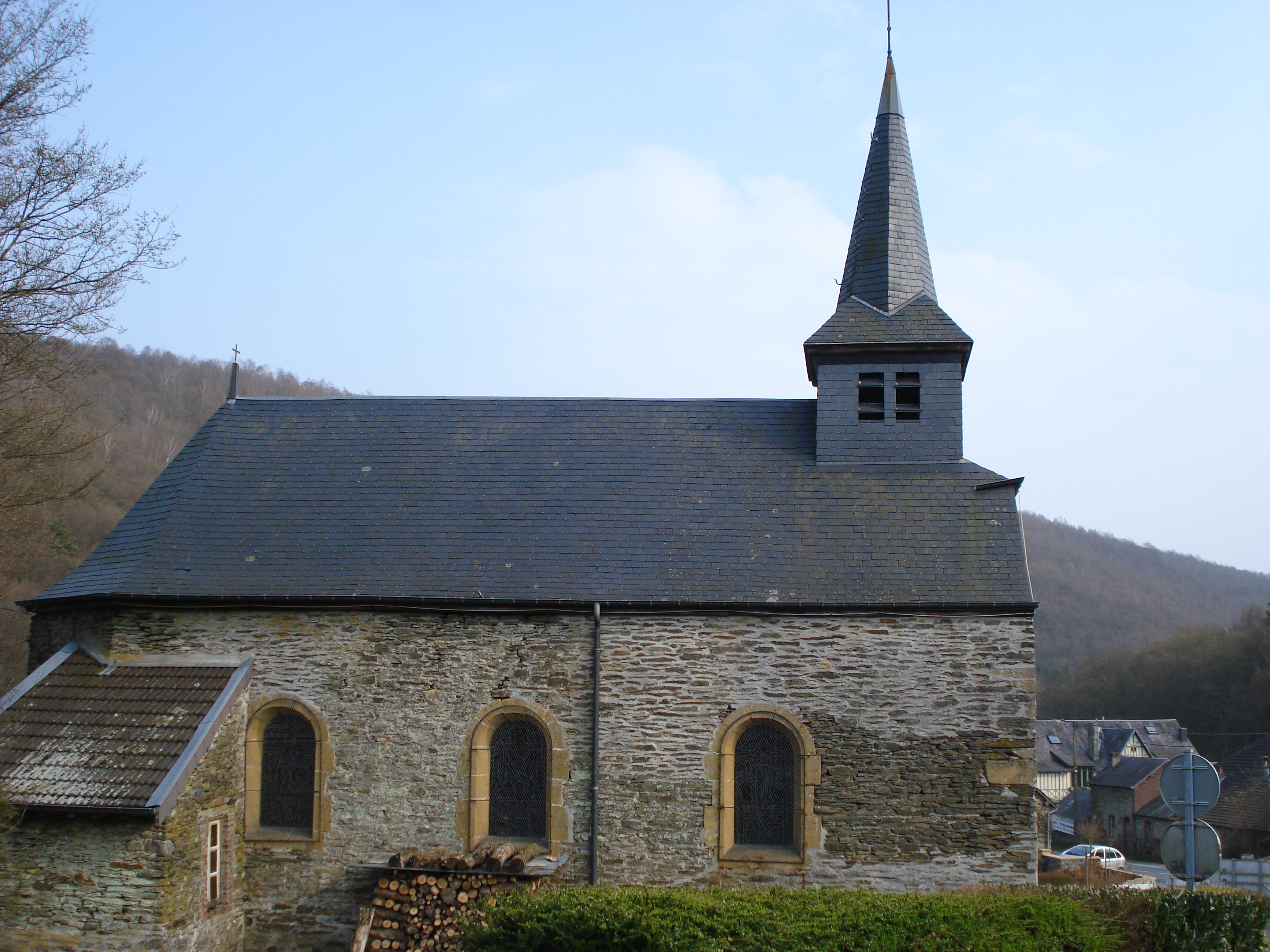
Kapelle Sainte-Anne im Ortsteil Linchamps
- Rathaus
- Waschhäuser

- Kirche Saint-Jean-Baptiste
- Kapelle Sainte-Anne